# Nouveau système d'information dédié à l'investigation
Le NS2I, ou Nouveau système d'information dédié à l'investigation, est un complexe de logiciels de type policeware et d'application utilisés par le ministère de l'Intérieur français, combinant fichiers de police et de gendarmerie. Le successeur d'ARDOISE (Application de recueil de la documentation opérationnelle et d'informations statistiques sur les enquêtes), expérimenté à partir de 2010, est développé dans le cadre du schéma directeur du NS2I. Celui-ci devrait intégrer une modalité permettant la mise à jour des fichiers de police et de gendarmerie en ce qui concerne les décisions de justice, ce qui vise à répondre à une critique concernant le caractère non fiable et obsolète de nombreuses informations incluses dans le STIC (Système de traitement des infractions constatées).

## Historique
Le ministre de l'Intérieur Claude Guéant évoquait ceci en juin 2011, lorsqu'il affirmait que le STIC et JUDEX (équivalent pour la gendarmerie) seront fusionnés en un nouveau fichier, le TPJ (Traitement des procédures judiciaires), lesquels devraient être reliés à Cassiopée, logiciel judiciaire recensant les décisions de justice . Auparavant, le STIC et JUDEX étaient censés fusionner dans ARIANE.